# Đoàn Thị Hậu
Đoàn Thị Hậu (sinh năm 1969) là một chính khách người Việt Nam. Bà hiện là Phó Bí thư Thường trực Tỉnh ủy, Chủ tịch Hội đồng nhân dân tỉnh Lạng Sơn.

## Tiểu sử
Bà Đoàn Thị Hậu sinh ngày 20 tháng 3 năm 1969 có quê quán ở thị trấn Đồng Mỏ, huyện Chi Lăng, tỉnh Lạng Sơn là người dân tộc Tày. Bà có trình đọ Cử nhân Văn học, Cử nhân Kinh tế Chính trị, Thạc sĩ Khoa học Xã hội và Nhân văn, Cao cấp lý luận chính trị. Bà đã giữ các chức vụ như Bí thư Tỉnh đoàn; Phó Trưởng ban Ban Tuyên giáo Tỉnh ủy; Phó Chủ tịch, Phó Chủ tịch thường trực HĐND tỉnh Lạng Sơn. Chiều ngày 29 tháng 6 năm 2021, Hội đồng nhân dân tỉnh Lạng Sơn khóa XVII nhiệm kỳ 2021-2026 tổ chức Kỳ họp thứ nhất.Tại kỳ họp, bà Đoàn Thị Hậu, Phó Chủ tịch Thường trực HĐND tỉnh Lạng Sơn khóa XVI, nhiệm kỳ 2016-2021, được bầu giữ chức Chủ tịch HĐND tỉnh Lạng Sơn khóa XVII, nhiệm kỳ 2021-2026, với số phiếu 55/55 (đạt 100%).
Ngày 23 tháng 1 năm 2025, Ban Bí thư đã chuẩn y bà Đoàn Thị Hậu giữ chức Phó Bí thư Thường trực Tỉnh ủy Lạng Sơn.